# 팜스프링스 국제 영화제
팜스프링스 국제 영화제(Palm Springs International Film Festival)는 캘리포니아 팜스프링스에서 개최되는 영화제이다. 1989년에 시작되어 매년 1월에 개최되고있다. 또한, 본 영화제의 주최인 팜스프링스 국제 영화 협회는 매년 6월 팜스프링 국제 단편 영화제를 개최하고 있다.